# CrazyGames
A CrazyGames é uma plataforma de jogos web com sede na Bélgica e que opera a nível global. Na plataforma, mais de 35 milhões de pessoas jogam mensalmente acima de 4500 jogos distribuídos por uma série de gêneros e categorias, desde jogos de ação, passando pelos de puzzle, até aos de esporte, sem esquecer jogos solo ou multijogador. Em muitos mercados, incluindo os Estados Unidos, a CrazyGames é a principal plataforma de jogos web.

## Produto
É possível entrar gratuitamente na plataforma através de qualquer navegadora web. Os jogos podem ser jogados sem instalar nada. Os jogadores podem registar uma conta, mas é opcional.
A CrazyGames lucra com anúncios programáticos e compras nos jogos através de uma parceria com um prestador de serviços de pagamento para jogos, a empresa Xsolla.
Os responsáveis pelo desenvolvimento de jogos podem submeter os seus jogos na CrazyGames num modelo de autosserviço e receber uma parte da receita que os seus jogos geram.
A empresa fornece um kit de desenvolvimento de software (SDK) para adicionar funcionalidade ao jogo, que inclui anúncios, salvar o progresso, contas, compras e muito mais. Este kit está disponível para vários motores de jogo, incluindo o Unity, Cocos Creator, Godot, entre outros.
Os jogos na CrazyGames utilizam tecnologias webs HTML5, como WebAssembly, WebGL e WebGPU. O seu fundador, Raf Mertens, é um grande defensor da WebGPU e do potencial de disrupção que esta tecnologia representa para o setor de jogos casuais.
Na celebração do seu 10.º aniversário, em outubro de 2023, a CrazyGames lançou uma nova iniciativa, a “CrazyGames Originals”, para desenvolver e hospedar jogos web originais e exclusivos na sua plataforma.

## Historia
Os irmãos Raf e Tomas Mertens lançaram a CrazyGames em 2014 como um passatempo. Em 2015, Tomas deixou a empresa para se focar em outros projetos. Em 2017, a empresa juntou-se à incubadora Start It @KBC.
A empresa continuou a crescer rapidamente desde então.
Em 2023, uma empresa belga de investimento em software, a Smartfin, investiu mais de 10 milhões de euros.

## Parcerias importantes
A CrazyGames é parceira do estúdio de desenvolvimento de videojogos e editora de jogos canadense Blue Wizard Digital, que tem em Shell Shockers o seu jogo mais popular, com mais de 35 milhões de plays nos portais da CrazyGames em agosto de 2021.
É também parceira de grandes editoras de jogos casuais como a Playable Factory, Kwalee, Boombit, Voodoo, Homa, SayGames, YSO Corp, Matchingham Games, entre várias outras.

## Patrocínios
A CrazyGames patrocina ativamente o desenvolvimento do ecossistema relativo aos jogos web, o que inclui patrocínios para JS13kgames, Global Game Jam, Pocket Gamer Connects e a Game Developers Conference.

## Acolhimento
A CrazyGames tem sido acolhida, em geral, de forma positiva.
A Wired aclamou-a por ter “a maior coleção de jogos flash”, reconhecendo os seus esforços para preservar e continuar o legado dos jogos baseados em flash na era pós-flash.
A Yahoo Lifestyle elogiou a sua “seção prolífica de puzzles”.
No TrustPilot, os utilizadores avaliam-na em 4,5 com mais de 800 avaliações.